# Pustá Kamenice
Pustá Kamenice település Csehországban, a Svitavyi járásban. Pustá Kamenice Krouna, Svratouch, Borová és Pustá Rybná településekkel határos. Lakosainak száma 318 fő (2024. január 1.).

## Népesség
A település lakosságának változását az alábbi diagram mutatja:
| Lakosok száma | 786  | 762  | 774  | 505  | 392  | 318  | 328  | 327  | 310  | 318  |
|               | 1869 | 1900 | 1921 | 1961 | 1980 | 2011 | 2016 | 2019 | 2021 | 2024 |